# San Pietro di Morubio
San Pietro di Morubio est une commune de la province de Vérone dans la région Vénétie en Italie.

## Administration
| Période                                  | Période  | Identité               | Étiquette    | Qualité |
| ---------------------------------------- | -------- | ---------------------- | ------------ | ------- |
| 28 mai 2006                              | En cours | Rag. Giorgio Malaspina | Lista civica |         |
| Les données manquantes sont à compléter. |          |                        |              |         |

### Hameaux
Bonavicina

### Communes limitrophes
Angiari, Bovolone, Cerea, Isola Rizza, Roverchiara